# Fuerte Phil Kearny

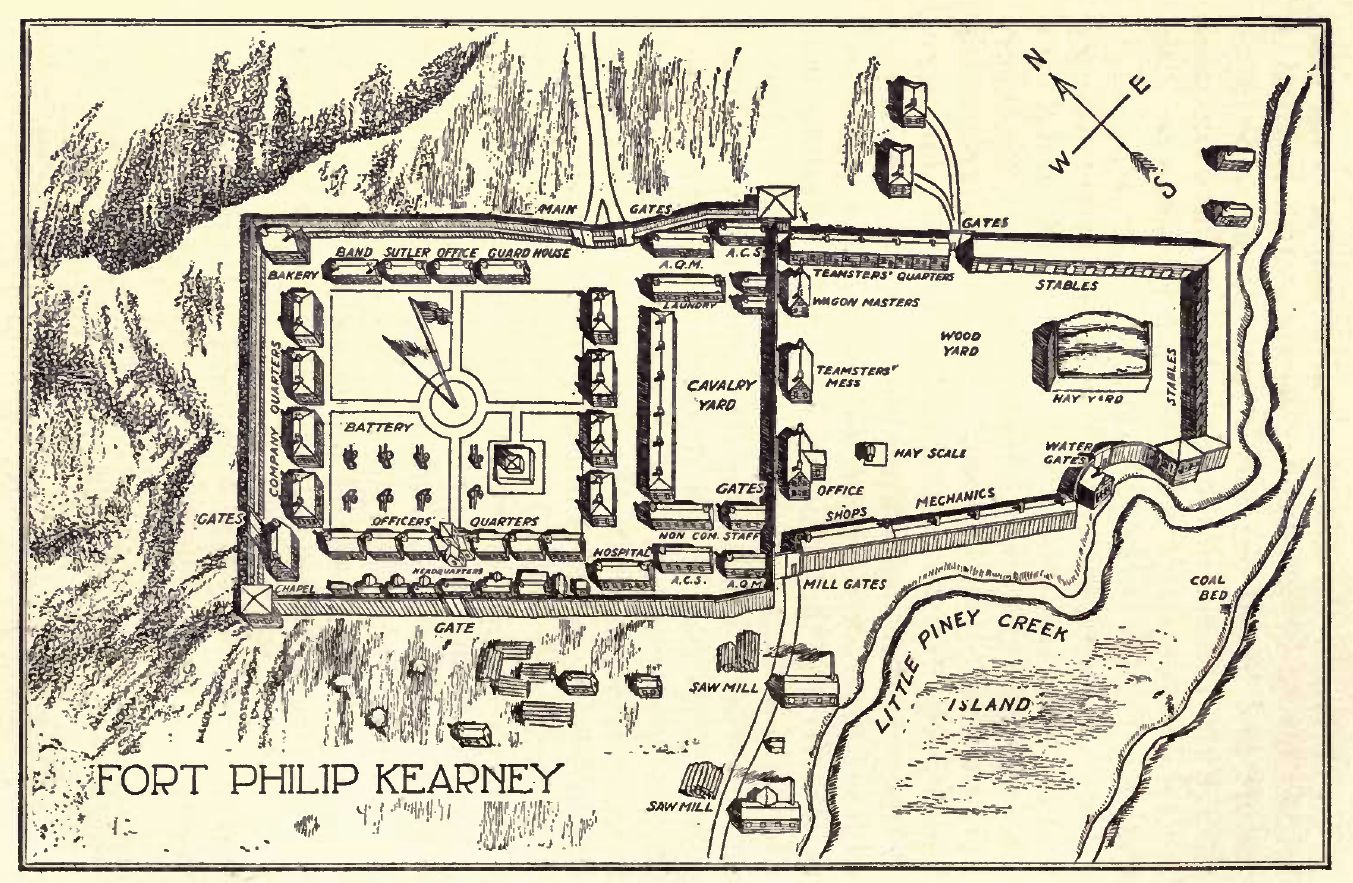
Mapa del fuerte Phil Kearny (del libro Indian Fights and Fighters (1904).

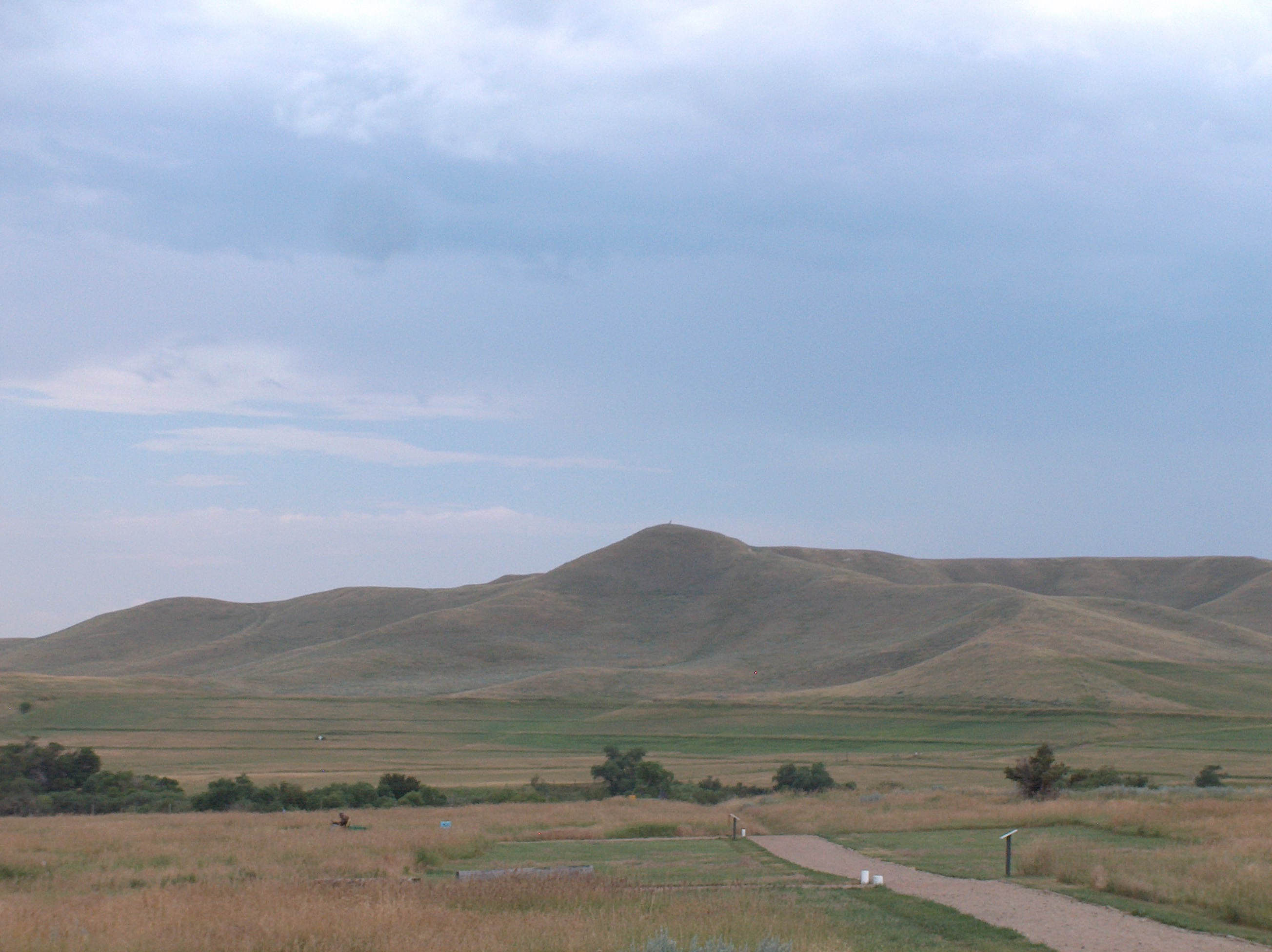
Vista de Pilot Hill, desde Fort Phil Kearny.

El fuerte Phil Kearny fue un antiguo bastión del ejército de los Estados Unidos localizado en Wyoming que actualmente está declarado como Hito Histórico Nacional. El emplazamiento fue erigido como parte de una misión militar al mando de Henry B. Carrington para asegurar el paso de civiles en el norte de las Grandes Llanuras. Durante su funcionamiento sufrió de continuos ataques por parte de amerindios de la zona en el marco de la denominada Guerra de Nube Roja. 

## Historia
En el norte del territorio de las Grandes Llanuras, a mediados de los años 1860, había un ambiente de inseguridad. La zona era dominada por tribus siux, arapaho y cheyennes, que estaban en alianza  debido a las incursiones de civiles desde el este del país, lo que había provocado hechos sangrientos como la masacre de Sand Creek en Colorado (1864). Con la finalización de la guerra civil estadounidense contingentes militares llegaron a la región. Debido a la tensa situación, representantes del gobierno y nativos iniciaron negociaciones en junio de 1866 en el fuerte Laramie. Sin embargo, al mismo tiempo, el coronel Henry B. Carrington se desplazaba al sitio con un batallón de infantería con la misión de construir fuertes para asegurar el paso de transeúntes en la zona —que aumentó debido a la apertura de la ruta Bozeman—, impedir brotes de violencia entre los nativos y proteger la expansión del ferrocarril. La expedición se realizó en el territorio del río Powder, importante área de caza para los nativos. En la zona ya existía el fuerte Reno. 
El 13 de julio Carrington arribó al sitio conocido como Piney Creek, y escogió una meseta entre el espacio de Big y Little Piney. Gracias a la cercanía de un bosque en el lugar, a unos ocho kilómetros, la construcción del fuerte Phil Kearny inició; así como el asedio de los nativos, pues hostigaban a las partidas militares que salían en ayuda de leñadores y  caravanas de carretas que se dirigían al emplazamiento. Antes del invierno del año 1866 el levantamiento del fortín terminó. Poco después inició la construcción del fuerte C.F. Smith. En diciembre, un batallón de nativos emboscó a una misión de militares que salió del fuerte al mando del capitán William J. Fetterman, provocando la denominada masacre de Fetterman, la peor derrota de la armada en las llanuras hasta ese momento. Todo esto dio por comienzo la denominada Guerra de Nube Roja. Durante el transcurso del invierno, los residentes sufrieron graves carestías que mermaron la moral de los militares. Carrington fue relevado del mando, el cual fue otorgado a Henry Wessels. En la primavera del año siguiente cierta normalidad predominó, aunque no era asiduo el tránsito de civiles. 
Hacia el final de 1867 la imposibilidad de mantener el fuerte se complicó debido al problema de abastecimiento de provisiones y los asaltos de nativos. El gobierno decidió abandonar los demás fortines: el C.F. Smith fue cerrado a inicios del verano, Phil Kearny en agosto, y por último el fuerte Reno. El territorio quedó a disposición de los amerindios. Con la firma del tratado del fuerte Laramie de 1868 las instalaciones fueron incendiadas, aparentemente, por cuadrillas cheyennes. Hasta el año de 1963 el lugar fue designado como sitio de interés histórico nacional.

## Instalaciones
El emplazamiento fue construido principalmente de madera proveniente de las montañas Big Horn. En los primeros meses de su construcción, 154 personas perdieron la vida a manos de los nativos y unas 700 cabezas de ganado, caballos y mulas fueron apresadas. Estaba rodeado por una empalizada de 455 m de largo; y de ancho por una estacada de 182 m al norte y 73 m al sur. Los postes eran de 2,5 m de alto con orificios cada cinco maderos para disparar a través de ellos. Había garitas en las esquinas opuestas. En la zona se mantenían cinco guardias vigilando las 24 horas del día. Entre los edificios se contaban cuarteles, caballeriza, moradas para oficiales y sus familias, capellán y cirujanos; además de un almacén (que también servía como centro social), hospital y polvorín.

## Actualidad
El lugar donde se encuentra el fuerte Phil Kearny —32 km al sur de la localidad de Sheridan— provee múltiples ofertas para el turismo, con librería, exposiciones, espacios para la acampada y pícnic; además de visitas guiadas a los lugares donde tuvieron lugar la Masacre de Fetterman y la batalla Wagon Box. Se han emprendido trabajos de arqueología en el lugar para la preservación de la memoria del fuerte desde la segunda mitad del siglo XX.